# شي ليانغ
شي ليانغ (بالصينية: 史亮) هو لاعب كرة قدم صيني في مركز الهجوم، ولد في 11 مايو 1989 في شينغنينغ في الصين. لعب مع نادي غويزهو رينهي.

## وصلات خارجية
- شي ليانغ على موقع قاعدة بيانات كرة القدم.إي يو (الإنجليزية)
- شي ليانغ على موقع Soccerway.com (الإنجليزية)
- شي ليانغ على موقع اللجنة الأولمبية الصينية (الإنجليزية)